# Warhammer 40,000 (jeu de figurines)
Warhammer 40,000, parfois abrégé en « Warhammer 40K », « WH40K » ou même « Warhammer », ce qui pousse à confusion avec le jeu de bataille fantastique du même nom, est un jeu de figurines stratégique à peindre et à collectionner se déroulant dans un univers de science-fiction dystopique ouvertement présenté comme décadent et violent.
Warhammer 40,000 a été créé à l'initiative de la licence Games Workshop en 1987. En 2023, le jeu possède un total de 10 éditions officielles.

## Présentation
Warhammer 40,000 est un jeu de figurines, créé par Rick Priestley, au format 28 mm. Il se déroule dans l'univers de fiction Warhammer 40,000 dont les combats sont de type escarmouche (en: Man-to-man wargame). Une partie se pratique à deux joueurs ou plus, dont chacun manœuvre sa propre armée, composée de diverses figurines.
Le jeu se déroule à l'échelle 1:1, c'est-à-dire qu'une unité (figurine) représente un combattant. À chaque unité (figurine) est attribuée une valeur en points à peu près proportionnelle à sa valeur sur le champ de bataille (une meilleure unité « coûte » plus de points). Les armées sont de force sensiblement équivalentes. La taille habituelle d'une armée est de 500 à 2000 points, la partie se déroulant sur des tables de 1,20 m à 2,40 m de longueur et de largeur. Le plus souvent, ces champs de bataille sont agrémentés de décors, plus ou moins réalistes, représentant la nature et les embûches du terrain.
Un scénario (défense, embuscade, "au dernier survivant"...) est déterminé entre les joueurs. La durée de la partie peut aller de une ou deux heures à plusieurs jours, selon la complexité du scénario.
Un tour de jeu est divisé en trois phases :
- Mouvement : le joueur déplace ses unités sur le terrain.
- Tir: le joueur effectue des attaques à distance contre les unités ennemies à portée..
- Assaut: les unités sont au corps à corps avec les unités ennemies adjacentes.

Le lancer d'un ou de plusieurs dés à six faces et les caractéristiques des unités déterminent les conséquences des actions effectuées, grâce à des tables et des matrices de résultat.
Quand un joueur a achevé ses trois phases, c'est à son adversaire de jouer. Ce dernier joue ainsi ses trois phases ce qui termine le tour de jeu. Une partie comporte généralement de cinq à six tours de jeu.

## Première édition:Warhammer 40,000: Rogue Trader
La première édition du jeu, Warhammer 40,000: Rogue Trader, a été publiée en 1987. Elle n'existe qu'en version anglaise.

### Parutions
- 1987 – Warhammer 40,000: Rogue Trader : livre de base
- 1987 – Citi-Block : règles pour les combats urbains
- 1988 – Realm of Chaos: Slaves to Darkness : listes d'armées pour Khorne et Slaanesh
- 1988 – The Book of the Astronomican : compilations d'articles publiés dans le magazine White Dwarf
- 1988 – Warhammer Siège : règles de siège
- 1989 – Compendium : compilations d'articles publiés dans le magazine White Dwarf
- 1990 – Waaargh the Orks! : background Orks
- 1990 – Realm of Chaos: The Lost and the Damned : listes d'armées pour Nurgle et Tzeentch
- 1991 – Compilation : compilations d'articles publiés dans le magazine White Dwarf
- 1991 – Freebooterz: Space Ork Army Lists : listes d'armées Freebooter, Bad Moon, Evil Sunz, et Death Skull
- 1991 – ’Ere We Go: Orks in Warhammer 40,000 : règles pour les Orks
- 1992 – Vehicule Manual : nouvelles règles pour les véhicules
- 1992 – Battle Manual : nouvelles règles et nouvelles armes

### Les armées jouables
- Space Marines
  - Ordo Malleus
  - Mentor Legion
- Armée Impériale (renommée plus tard Garde Impériale)
- Squats
- Force d'un Rogue Trader
- Force d'un Sensei
- Space Pirates
- Eldars
  - Pirates Eldars
  - Arlequins
- Sectes Genestealers
- Orks
  - Clan Goff
  - Clan Blood Axes
  - Clan Snakebite
  - Clan Bad Moon
  - Clan Evil Sun
  - Clan Deathskull
  - Korsaires
- Chaos
  - Renégats de Tzeentch
  - Renégats de Nurgle
- Space Marines du Chaos
  - World Eaters
  - Emperor's Children
  - Black Legion

## Deuxième édition
Éditée fin 1993, c'est la première édition à avoir été traduite en français. On y voit apparaître les pouvoirs psychiques avec les psykers, ainsi que des personnages aux capacités spéciales supérieures à celles des autres unités.

### Parutions
- 1993 – Warhammer 40,000 2e édition : boîte contenant les règles et une campagne pour la deuxième guerre d'Armageddon, avec des figurines de Space Marines et d'Orks
- Boîte Dark Millenium (supplément intégrant la magie et les véhicules)
- 1994 – Codex Orks
- 1994 – Codex Space Wolves
- 1994 – Codex Eldars
- 1995 – Codex Garde Impériale
- 1995 – Codex Ultramarines
- 1995 – Codex Tyranides
- 1996 – Codex Anges de la Mort : regroupe les Blood Angels et les Dark Angels
- 1996 – Codex Chaos
- 1997 – Codex Assassins
- 1997 – Codex Sœurs de Bataille

### Les nouvelles armées
- Chapitre Space Wolves
- Chapitre Ultramarines
- Chapitre Blood Angels
- Chapitre Dark Angels
- Tyranides
- Sœurs de Bataille
- Squats (non édité)

## Troisième édition
Parue en 1998, elle voit une refonte complète des règles du jeu, plus aucun codex n'étant jouable. Les règles sont simplifiées et visent à équilibrer les valeurs des armées. La troisième édition aura été l'occasion pour Games Workshop de démultiplier les armées et les extensions en recourant, entre autres, massivement à la rubrique "Chapter Approved" du magazine White Dwarf (une rubrique qui éditait de nouvelles règles et listes alternatives d'armée officiellement testées et validées par le Studio), et par la parution de multiples codices d'extension de règles ou d'armées. Les armées des Space Marines, de la Garde Impériale, des Eldars, des Orks et des Space Marines du Chaos se virent ainsi, sous cette édition, démultiplier en de nombreuses versions jouables distinctes. Le background est lui aussi considérablement étoffé via plusieurs facteurs: la publication d'articles et de nouvelles régulières dans le White Dwarf, en particulier la rubrique "Index Astartes" détaillant chacune des 18 légions Space Marines initiales, et qui connut un fort succès auprès du public au point de se voir compiler et publier dans un recueil relié quelques années plus tard. Mais le background se voit également renforcé par l'arrivée des premiers romans de la Black Library, et de la première mise en service des livres Imperial Armour de Forge World qui étendent considérablement l'univers du jeu. Deux jeux alternatifs de Games Workshop parus avant l'arrivée du jeu le Seigneur des Anneaux (qui mit fin à la gamme de jeu alternatif du groupe) ont également fortement renforcé deux aspects de l'univers de Warhammer 40,000: Battlefleet Gothic pour la Flotte Impériale et Inquisitor qui devint le livre de référence du background de l'Inquisition. D'une manière générale, le background de Warhammer 40,000 devient sous la troisième édition beaucoup plus sombre, plus mature et plus nihiliste (il n'existe plus réellement de "forces du Bien" dans l'univers de Warhammer 40,000).

### Parutions
- 1998 – Boîte d'initiation Warhammer 40,000, 3e édition contenant des Eldars noirs, des Space Marines, le livre de règles grand format (A4) et des accessoires de jeu
- 1998 – Codex Space Marines
- 1998 – Codex Eldars noirs (version originale)
- 1998 – Codex Blood Angels : extension du Codex Space Marines
- 1999 – Codex Space Marines du Chaos (première version)
- 1999 – Codex Dark Angels : extension du Codex Space Marines
- 1999 – Codex Assassins : extension pour les armées de l'Impérium éditée en France dans White Dwarf no 63
- 1999 – Codex Orks
- 1999 – Codex Eldars
- 1999 – Codex Garde Impériale (première version)
- 2000 – Codex Catachans : extension du Codex Garde Impériale
- 2000 – Codex Space Wolves : extension du Codex Space Marines
- 2000 – Codex Vaisseaux Mondes : extension du Codex Eldars
- 2000 – Codex Armageddon : extension des codex Space Marines, Garde Impériale et Orks
- 2001 – Codex Tyranides
- 2001 – Codex Combats Urbains : extension du livre des règles
- 2001 – Codex Tau
- 2002 – Codex Nécrons
- 2002 – Codex Space Marines du Chaos (réédition)
- 2003 – Codex Chasseurs de Démons
- 2003 – Codex Œil de la Terreur : extension des Codex Space Wolves, Garde Impériale, Space Marines du Chaos et Eldars
- 2003 – Codex Garde Impériale (réédition)
- 2003 – Codex Eldars Noirs (mis à jour)
- 2004 – Codex Chasseurs de Sorcières

### Les nouvelles armées

#### Agents de l'Impérium
- Chasseurs de Démons (Armée incluant les forces de l'inquisition affiliée à l'Ordo Malleus, les Chevaliers Gris ainsi que de nombreux agents de l'Imperium dont entre autres les Assassins)
- Chasseurs de Sorcières (Armée incluant les forces de l'inquisition affiliée à l'Ordo Hereticus, l'Adepta Sororitas ainsi que de nombreux agents de l'Imperium dont entre autres les Assassins)

#### Space Marines
- Space Marines du chapitre des Salamanders (Codex Armageddon)
- Space Marines du chapitre des Black Templars (Codex Armageddon)
- La 13e compagnie des Space Wolves (Codex Œil de la Terreur)
- Space Marines du chapitre des Flesh Tearers (Index Astartes: White Dwarf 79)
- Space Marines du chapitre des White Scars (Index Astartes: White Dwarf 86)
- Space Marines du chapitre de la Deathwatch (Index Astartes: White Dwarf 87)
- Space Marines du chapitre des Imperial Fists (Index Astartes: White Dwarf 88)
- Space Marines du chapitre des Iron Hands (Index Astartes: White Dwarf 95)
- Space Marines du chapitre de la Raven Guard (Index Astartes: White Dwarf 104)
- Space Marines du chapitre des Relictors (Index Astartes: White Dwarf 109)

Note :

Les Space Marines du Chapitre Ultramarines eurent leur règles spéciales éditées dans l'Index Astartes: White Dwarf 97, bien qu'il ne s'agisse pas d'une nouvelle armée à proprement parler.

Les Space Marines du Chapitre des Crimson Fists eurent également un article Index Astartes (White Dwarf 116). Ils utilisent la liste du Codex Space Marines.

#### Garde Impériale
- Les Gardes de la jungle de Catachan (Codex Catachans puis liste alternative du Codex Garde Impériale 2003)
- La Légion d'Acier d'Armageddon (Codex Armageddon puis liste alternative du Codex Garde Impériale 2003)
- Les Troupes d'Assaut Cadienne (Codex Œil de la Terreur puis liste alternative du Codex Garde Impériale 2003)
- Les Gardes des Glaces de Valhalla (Liste alternative du Codex Garde Impériale 2003)
- Les Gardes du Désert de Tallarn (Liste alternative du Codex Garde Impériale 2003)
- La Garde de Fer de Mordian (Liste alternative du Codex Garde Impériale 2003)
- Le Premier et Unique de Tanith (Chapter Approved: White Dwarf 96 puis liste alternative du Codex Garde Impériale 2003)
- Les Chem-Dogs de Savlar (Chapter Approved: White Dwarf 99 puis liste alternative du Codex Garde Impériale 2003)
- Les Faucons Harakoniens (Liste alternative du Codex Garde Impériale 2003)
- La Death Korps de Krieg (Chapter Approved: White Dwarf 92 puis liste alternative du Codex Garde Impériale 2003)
- Les Chasseurs de Tête de Kanaka (Liste alternative du Codex Garde Impériale 2003)
- Compagnie Blindée de la Garde Impériale (Chapter Approved: White Dwarf 83)
- Chasseurs d'Orks d'Armageddon (Chapter Approved: White Dwarf 92)
- Combattants Urbains (Chapter Approved: White Dwarf 92)
- Paras Elysiens (Chapter Approved: White Dwarf 99)

#### Chaos
- Égarés et Damnés (Codex Œil de la Terreur)
- Les Brigades de la Mort du Pacte de Sang (Index Malleus: White Dwarf 121)
- Legion Space Marines des Word Bearers (Liste Alternative: Codex Marines du Chaos 2002)
- Legion Space Marines de l'Alpha Legion (Liste Alternative: Codex Marines du Chaos 2002)
- Legion Space Marines des Emperor's Children (Index Astartes: White Dwarf 84 puis Codex Marines du Chaos 2002)
- Legion Space Marines des Iron Warriors (Index Astartes: White Dwarf 85 puis Codex Marines du Chaos 2002)
- Legion Space Marines des Night Lords (Index Astartes: White Dwarf 93 puis Codex Marines du Chaos 2002)
- Legion Space Marines des World Eaters (Index Astartes: White Dwarf 96 puis Codex Marines du Chaos 2002)
- Legion Space Marines de la Death Guard (Index Astartes: White Dwarf 98 puis Codex Marines du Chaos 2002)
- Legion Space Marines des Thousand Sons (Index Astartes: White Dwarf 100 puis Codex Marines du Chaos 2002)

Note :

La Black Legion dispose d'un article Index Astartes (White Dwarf 99) et utilise la liste d'armée du Codex Marines du Chaos.

#### Xénos
- Eldars Noirs
- Nécrons
- Tau
- Mercenaires Kroot (Chapter Approved: White Dwarf 94)
- Le Vaisseau Monde d'Ulthwé (Codex Vaisseau Monde)
- Le Vaisseau Monde d'Alaitoc (Codex Vaisseau Monde)
- Le Vaisseau Monde de Iyanden (Codex Vaisseau Monde)
- Le Vaisseau Monde de Saim Hann (Codex Vaisseau Monde)
- Le Vaisseau Monde de Biel Tan (Codex Vaisseau Monde)
- La force de frappe d'Ulthwé (Codex Œil de la Terreur)
- Le Kulte d'la Vitesse Orks (Codex Armageddon)
- Les Orks Sauvages (Chapter Approved: White Dwarf 88)
- Les Orks du Clan Bad Moon (Chapter Approved: White Dwarf 118)
- Les Orks du Clan Blood Axe (Chapter Approved: White Dwarf 118)
- Les Orks du Clan Death Skull (Chapter Approved: White Dwarf 118)
- Les Orks du Clan Goff (Chapter Approved: White Dwarf 118)
- Les Orks du Clan Snakebite (Chapter Approved: White Dwarf 118)
- Les Orks du Clan Evil Sunz (Chapter Approved: White Dwarf 118)

## Quatrième édition
Mise à jour de la troisième version, le but est de simplifier et de raccourcir le jeu, notamment les phases de combat au corps à corps. Cette édition du jeu privilégie les régiments de grande taille et les tirs à haute cadence à courte portée. Tous les codices 3e édition restent jouables à sa sortie jusqu'à leur réédition en 4e édition.

### Parutions
- 2004 – Livre de règles Warhammer 40,000, 4e édition
- 2004 – Bataille pour Macragge: boîte d'initiation contenant des Space Marines, des Tyranides, un livre de règle (format A5) et quelques décors
- 2004 – Codex Space Marines
- 2005 – Codex Tyranides
- 2005 – Codex Black Templars
- 2005 – Wargear (anglais exclusivement)
- 2006 – Codex Empire Tau
- 2006 – Extension Guerres Urbaines
- 2006 – Codex Eldars
- 2007 – Codex Dark Angels
- 2007 – Codex Blood Angels : publié dans le magazine White Dwarf
- 2007 – Codex Space Marines du Chaos
- 2007 – Extension Apocalypse
- 2008 – Codex Orks
- 2008 – Codex Démons du Chaos

### Nouvelle armée
- Démons

## Cinquième édition
Cette nouvelle édition est sortie le 5 juillet 2008. Elle simplifie encore le système de combat, renforce l'impact des couverts et des véhicules. Le jeu devient beaucoup plus facile à comprendre et à organiser. Le but est d'élargir la clientèle à de nouveaux joueurs notamment plus jeunes. Les codices restent utilisables jusqu'à leur réédition en 5e édition (à l'exception du Codex Chasseur de Sorcière qui est retiré du marché vers le milieu de cette édition).

### Parutions
- 2008 – Livre de règles Warhammer 40,000, 5e édition
- 2008 – Apocalypse Reload : ajouts pour Apocalypse
- 2008 – Assaut sur Black Reach : boîte d'initiation contenant des orks, des space marines, un livre de règles (format A5) et des accessoires de jeu
- 2008 – Codex Space Marines
- 2009 – Codex Garde Impériale
- 2009 – Assauts planétaires : extension
- 2009 – Codex Space Wolves
- 2010 – Codex Tyranides
- 2010 – Missions de batailles : extension
- 2010 – Codex Blood Angels
- 2010 – Fer de Lance : extension publiée dans le magazine White Dwarf no 194
- 2010 – Codex Eldars Noirs
- 2011 – Codex Chevaliers Gris
- 2011 – Codex Sœurs de Bataille : publié dans le magazine White Dwarf
- 2011 – Codex Nécrons

## Sixième édition
La sixième édition a été lancée le 30 juin 2012. Cette dernière prend le contre-pied des éditions précédentes en détaillant bien plus les règles et les actions, dans l'optique d'avoir une sensation d'un jeu beaucoup plus réaliste et immersive. Il devient par exemple possible de tenter de tuer un monstre à l'aide d'une grenade.
Comme d'habitude, l'ensemble des codices de la 5e édition et des codices de la 4e édition non réédités en 5e édition sont jouables sous cette édition jusqu'à leur réédition. C'est à partir de cette édition que sont apparues les premières publications numériques payantes pour Android, Kindle, iBooks ou Apple iBookstore.

### Parutions
- 2012 – Livre de règles Warhammer 40,000, 6e édition
- 2012 – Vengeance noire : boîte d'initiation contenant des Space Marines du Chaos et des Space Marines loyalistes du chapitre des Dark Angels, un livre de règles (format A5) et des accessoires de jeu
- 2012 – Codex Space Marines du Chaos
- 2012 – Croisade de feu : campagne
- 2013 – Codex Dark Angels
- 2013 – Codex Démons du Chaos
- 2013 – Codex Empire Tau
- 2013 – Codex Eldars
- 2013 – Apocalypse : nouvelle édition d'Apocalypse
- 2013 – Codex Space Marines
- 2013 – Damnos : zone de guerre pour Apocalypse
- 2013 – Pandorax : zone de guerre pour Apocalypse
- 2013 – Forteresses assiégées : extension
- 2014 – Codex Tyranides
- 2014 – Escalation : extension
- 2014 – Codex Chevaliers Impériaux
- 2014 – Damocles : zone de guerre pour Apocalypse
- 2014 – Codex Astra Militarum (nouveau nom de la Garde impériale)
- 2014 – Valedor : zone de guerre pour Apocalypse

### Parutions exclusivement en anglais
Depuis la sixième édition, certains suppléments ne sont plus traduits en français.
- 2013 – Death from the Skies : compendium
- 2013 – Iyanden* : supplément du Codex Eldars
- 2013 – Farsight Enclaves* : supplément du Codex Empire Tau
- 2013 – Black Legion* : supplément du Codex Space Marines du Chaos
- 2013 – Warhammer 40,000: The Rules : livre de 168 pages ne contenant que les règles du jeu
- 2013 – Sentinel of Terra* : supplément du Codex Space Marines
- 2013 – Codex Adepta Sororitas (numérique seulement)
- 2013 – Clan Raukaan* : supplément du Codex Space Marines
- 2013 – Codex Inquisition (numérique seulement)
- 2014 – Codex Legion of the Damned (numérique seulement)
- 2014 – Crimson Slaughter : supplément du Codex Space Marines du Chaos
- 2014 – Codex Militarum Tempestus
- 2014 – Altar of War : compendium

Note :

Certaines publications (*) ont d'abord été éditées en version numérique avant d'être imprimées en anglais.

### Nouvelles armées
- Chevaliers Impériaux
- Militarum Tempestus

## Septième édition
Nouvelle édition parue le 24 mai 2014 découpée en trois livres (le hobby, 144 pages; Dark Millennium (fluff), 128 pages; les règles, 208 pages). Quelques changements avec la version 6 comme l'ajout d'une phase psychique, des altérations dans la façon de sélectionner son armée ainsi que de nouvelles missions et de nouveaux objectifs tactiques. Les codices de l'édition précédente sont toujours jouables jusqu'à leur réédition en 7e édition. Pas de nouvelle boite d'initiation, Vengeance noire contiendra simplement le nouveau livre de règles (format A5).

### Parutions
- 2014 – Livre de règles Warhammer 40,000, 7e édition
- 2014 – Codex Orks
- 2014 – Sanctus Reach : Stormclaw :  boîte-campagne contenant des figurines de Space Marines Space Wolves et d'Orks, un livret de campagne ainsi qu'un livret de règles en format A5
- 2014 – Codex Space Wolves
- 2014 – Codex Grey Knights
- 2014 – Codex Dark Eldar
- 2014 – Codex Blood Angels
- 2014 – Shield of Baal: Deathstorm  : boîte-campagne contenant des figurines de Space Marines Blood Angels et de Tyranides, un livret de campagne ainsi qu'un livret de règles en format A5
- 2014 – Cities of Death : extension parue dans les White Dwarf 47 et 48.
- 2015 – Codex Nécrons
- 2015 – Codex Eldar ~ Harlequins
- 2015 – Codex Khorne Daemonkin
- 2015 – Codex Adeptus Mechanicus ~ Skitarii
- 2015 – Codex Eldar ~ Craftworlds
- 2015 – Codex Imperial Knights
- 2015 – Codex Adeptus Mechanicus ~ Cult Mechanicus
- 2015 – Codex Adeptus Astartes ~ Space Marines
- 2015 – Codex Adeptus Astartes ~ Dark Angels
- 2015 – Codex Tau Empire
- 2015 – Shadow Force Solaq : boîte-campagne contenant des figurines de Space Marines Raven Guard et un livret campagne (War Zone Damocles: Operation Shadowtalon)
- 2015 – Infiltration Cadre: Burning Dawn : boite-campagne contenant des figurines Tau Empire et un livret de campagne (War Zone Damocles: Operation Shadowtalon)
- 2015 – War Zone Damocles: Kauyon : campagne
- 2015 – War Zone Damocles: Mont'ka : campagne
- 2016 – War Zone Fenris: Curse of the Wulfen : campagne

### Parutions exclusivement en anglais
- 2014 – Waaagh! Ghazghkull : supplément du Codex Orks
- 2014 – Sanctus Reach : The Red Waaagh! : campagne
- 2014 – Champions of Fenris : supplément du Codex Space Wolves
- 2014 – Sanctus Reach : Hour of the Wolf : campagne
- 2014 – Planetstrike : compendium  (numérique seulement)
- 2014 – Haemonculus Covens : supplément du Codex Eldars Noirs
- 2014 – Shield of Baal : Leviathan : campagne
- 2014 – Shield of Baal : Exterminatus : campagne
- 2015 – Assassinorum : Execution Force : jeu de plateau coopératif contenant, entre autres, 4 nouvelles figurines en plastique d'assassins impériaux
- 2015 – Blood Oath : campagne du Warhammer World
- 2015 – Clan Raukaan : supplément du Codex Space Marines mis à jour pour la 7e édition (numérique seulement)
- 2015 – Sentinel of Terra : supplément du Codex Space Marines mis à jour pour la 7e édition (numérique seulement)
- 2015 – Path to Glory : campagne (numérique seulement)
- 2016 – Cadia : supplément du Codex Astra Militarum (numérique seulement)
- 2016 – Flesh Tearers : supplément du Codex Blood Angels (numérique seulement)
- 2016 – Raven Guard : supplément du Codex Space Marines (numérique seulement)
- 2016 – White Scars : supplément du Codex Space Marines (numérique seulement)

### Nouvelle armée
- Skitarii
- Cult Mechanicus

## Campagnes Mondiales
Ces campagnes eurent lieu pendant l'été dans les magasins Games Workshop, et les résultats étaient inscrits sur l'Internet. Le dénouement a souvent un impact sur l'univers.
- 1995 : La Bataille d'Ichar IV
- 2000 : La Troisième Guerre d'Armageddon : évènement qui décrivait une nouvelle invasion Ork sur le monde d'Armageddon. Il existait un site fait exclusivement pour cet évènement : www.armageddon3.com
- 2003 : L'Œil de la Terreur : évènement qui décrivait une nouvelle incursion du chaos avec un nouveau Codex Œil de la Terreur.
- 2006 : La chute de Medusa V : cette campagne permettait de participer à la fin du monde de Medusa V et impliquait toutes les races de Warhammer 40,000.
- 2009 : Assaut sur Euradis

## Sources
- Rick Priestley (1987), Warhammer 40,000: Rogue Trader, Games Workshop,  (ISBN 1-869893-23-9)
- Rick Priestley et Andy Chambers (1993), Warhammer 40,000 Deuxième Édition, Games Workshop
- Rick Priestley et Andy Chambers (1998), Warhammer 40,000 Troisième Édition, Games Workshop,  (ISBN 1-84154-000-5).
- Rick Priestley et Andy Chambers (2004), Warhammer 40,000 Quatrième Édition, Games Workshop,  (ISBN 1-84154-468-X).
- Alessio Cavatore (2008), Warhammer 40,000 Cinquième Édition, Games Workshop,  (ISBN 1-84154-875-8).
- Adam Troke, Jeremy Vetock et Matthew Ward (2012), Warhammer 40,000 Sixième Édition, Games Workshop
- Citadel rules team (2014), Warhammer 40,000 Septième Édition, Games Workshop